# Johann Wegscheider
Johann Wegscheider (15. května 1828 Oberhofen im Inntal – 16. dubna 1907 Salcburk) byl rakouský právník a politik německé národnosti, v 2. polovině 19. století poslanec Říšské rady.

## Biografie
V letech 1849–1852 studoval práva na Univerzitě v Innsbrucku. V roce 1853 získal titul doktora práv. Téhož roku nastoupil jako konceptní praktikant na okresní hejtmanství v Salcburku. Roku 1859 byl koncipistou u místodržitelství v Temešváru, pak do roku 1861 krajským komisařem ve městě Veliki Bečkerek v Banátu. Následně působil jako aktuár v Linci, Sankt Gilgenu a St. Johann im Pongau. Do roku 1865 byl adjunktem u okresního úřadu v Neumarkt am Wallersee a v letech 1865–1868 zastával funkci předsedy okresního úřadu (okresní hejtman) v Tamsweg. V období let 1868–1873 působil na postu předsedy okresního soudu v St. Johann im Pongau a následně od roku 1873 až do roku 1898 vykonával funkci rady zemského soudu v Salcburku. V roce 1898 se stal radou vrchního zemského soudu.
Byl veřejně a politicky činný. Od roku 1870 byl poslancem Salcburského zemského sněmu. Zůstal jím až do roku 1884. Zastupoval kurii měst v regionu Pongau. V letech 1870–1871 byl náhradníkem zemského výboru. Patřil k německým liberálům (tzv. Ústavní strana).
Byl i poslancem Říšské rady (celostátního parlamentu Předlitavska), kam ho poprvé vyslal zemský sněm v roce 1871 (Říšská rada byla tehdy ještě volena nepřímo zemskými sněmy). Zastupoval kurii měst a tržních osad v Salcbursku. Uspěl i v prvních přímých volbách roku 1873 za kurii městskou v Salcbursku, obvod St. Johann, Werfen, Hof-Gastein atd. Mandát zde obhájil ve volbách roku 1879 a volbách roku 1885. V roce 1873 se uvádí jako Dr. Johann Wegscheider, c. k. rada zemského soudu, bytem Salcburk.
V roce 1879 se uvádí jako ústavověrný poslanec. V říjnu 1879 je zmiňován na Říšské radě coby člen mladoněmeckého (mladoliberálního) Klubu sjednocené Pokrokové strany (Club der vereinigten Fortschrittspartei). Od roku 1881 byl členem klubu Sjednocené levice, do kterého se spojilo několik ústavověrných (liberálně a centralisticky orientovaných) politických proudů. Za tento klub uspěl i ve volbách roku 1885. Po rozpadu Sjednocené levice přešel do frakce Německorakouský klub. V roce 1890 se uvádí jako poslanec obnoveného klubu německých liberálů, nyní oficiálně nazývaného Sjednocená německá levice.